# Natrijum acetat
Natrijum acetat je bezbojna so natrijuma sa sirćetnom kiselinom. Dobija se putem reakcije natrijum hidroksida, natrijum karbonata ili natrijum hidrogen karbonata sa sirćetnom kiselinom. Ova so ima slab sirćetni miris.

## Osobine
Iz vodenog rastvora natrijum acetat kristalizira sa 3 mola kristalne vode: . Ovaj trihidrat formira velike bezbojne kristale. Dobro je rastvorljiv u vodi (612 g/l pri 20 °). Raspada se na 58 °. Na višim temperaturama isparava kristalna voda, te nastaje bezvodni natrijum acetat . Ova bezvodna so je takođe bezbojna. Ona je veoma higroskopna, te lako vezuje vlagu iz vazduha. Nešto slabije je rastvorljiva u vodi (365 g/l pri 20 °). Smješa natrijum acetata i sirćetne kiseline se koristi kao pufer, što znači da njena pH vrednost ostaje gotovo ista nakon dodavanja (manjih količina) baza ili kiselina. Natrijum acetat se slabo rastvara u alkoholima.

## Upotreba
Natrijum acetat kao dodatak hrani nosi oznaku E262. Koristi se kao regulator kiselina, i kao sredstvo za konzerviranje voća i povrća, zatim za konzerviranje peciva, ribe, salate, majoneza i drugih namirnica.